# Haemaphysalis danieli
Haemaphysalis danieli este o specie de căpușe din genul Haemaphysalis, familia Ixodidae, descrisă de Cerny ug Harry Hoogstraal în anul 1977. Conform Catalogue of Life specia Haemaphysalis danieli nu are subspecii cunoscute.